# Shaun Prater
Shaun Prater (Omaha, 27 ottobre 1989) è un giocatore di football americano statunitense che gioca nel ruolo di cornerback per i Minnesota Vikings della National Football League (NFL). Fu scelto nel corso del quinto giro (156º assoluto) del Draft NFL 2012 dai Cincinnati Bengals. Al college ha giocato a football ad Iowa.

## Carriera professionistica

### Cincinnati Bengals
Il 28 aprile 2012, Prater fu scelto nel corso del quinto giro dai Cincinnati Bengals. Il 24 agosto fu inserito in lista infortunati, perdendo tutta la sua prima stagione.

### Philadelphia Eagles
Dopo essere stato svincolato dai Bengals, il 1º settembre 2013 Prater firmò coi Philadelphia Eagles per poi essere di nuovo svincolato il 21 ottobre per far posto al linebacker Emmanuel Acho.

### Minnesota Vikings
Il 22 ottobre firmò con i Minnesota Vikings, venendo inserito nel roster dei 53 giocatori attivi. Dopo aver preso parte ad alcuni snap in 5 incontri stagionali (mettendo a segno 3 tackle contro Washington Redskins e Green Bay Packers), il 15 dicembre scese per la prima volta in campo come titolare nella settimana 15 della stagione regolare 2013, curiosamente proprio contro una delle sue due ex-squadre, gli Eagles, a seguito del forfait per infortunio dei cornerback titolari Xavier Rhodes e Chris Cook. Prater disputò un'ottima gara in copertura mettendo inoltre a segno un passaggio deviato ed il primo intercetto della sua carriera (ritornato per 30 yard), l'unico messo a referto dai Vikings nell'incontro che vide Minnesota tornare alla vittoria per 30-48 tra le mura amiche del Mall of America Field.
La settimana successiva lo vide nuovamente opposto ad un'altra sua ex squadra, i Cincinnati Bengals, contro i quali mise a segno un tackle solitario ed uno assistito, ma questa volta i Vikings rimediarono una sonora sconfitta per 14-42. Nell'ultimo incontro della stagione, Prater, oramai alla terza presenza consecutiva da titolare, non ebbe particolari problemi contro l'attacco dei Detroit Lions totalmente demotivato e per giunta orfano di Calvin Johnson, il proprio ricevitore più importante, e mise a referto 4 tackle, chiudendo così la sua seconda stagione in NFL con 9 tackle, un passaggio deviato ed un intercetto messi a referto in 9 partite (di cui 3 da titolare).

## Statistiche
| Partite totali      | 9 |
| Partite da titolare | 3 |
| Tackle totali       | 9 |
| Sack                | 0 |
| Intercetti          | 1 |
| Passaggi deviati    | 1 |

Statistiche aggiornate alla stagione 2013